# Coupe de l'AFC 2011
Navigation
Édition précédente Édition suivante
La Coupe de l'AFC 2010 est la huitième édition de la Coupe de l'AFC, la compétition mise en place par l'AFC pour les meilleures équipes des pays classés comme en développement par la confédération asiatique et qui correspond au deuxième niveau dans la hiérarchie en Asie.
C'est le club ouzbek de Nasaf Qarshi qui remporte la compétition après sa victoire en finale face aux Koweïtiens du Koweït SC. C'est le premier titre continental du club, qui obtient du même coup sa qualification pour la prochaine Ligue des champions de l'AFC, tout comme le finaliste.

## Participants
| Phase de groupes | Phase de groupes |
| Asie de l'Ouest | Asie de l'Est |
| --- | --- |
| - Dohuk SC - Champion d'Irak en 2009-2010 - Talaba SC - Vice-champion d'Irak en 2009-2010 - Arbil SC - 4e du championnat d'Irak en 2009-2010 - Al-Faisaly Club - Champion de Jordanie en 2009-2010 - Al-Weehdat Club - Vainqueur de la coupe de Jordanie 2009-2010 - Qadsia SC - Champion du Koweït en 2009-2010 - Koweït SC - Vice-champion du Koweït en 2009-2010 - Al Nasr Koweït - 3e du Koweït en 2009-2010 - Al Ahed Beyrouth - Champion du Liban en 2009-2010 - Al-Ansar Club - Vainqueur de la coupe du Liban 2010 - Al-Suwaiq - Champion d'Oman en 2009-2010 - Al Oruba Sur - Vainqueur de la coupe d'Oman 2010 - Al Jaish Damas - Champion de Syrie en 2009-2010 - Al-Karamah SC - Vainqueur de la coupe de Syrie 2009-2010 - Nasaf Qarshi - 3e du championnat d'Ouzbékistan en 2010 - PFK Shurtan Guzar - 4e du championnat d'Ouzbékistan en 2010 - Al Saqr Ta'izz - Champion du Yémen en 2009-2010 - Al-Tilal SC - Vainqueur de la coupe du Yémen 2010 | - South China AA - Champion de Hong Kong en 2009-2010 - TSW Pegasus - Vainqueur de la coupe de Hong Kong 2009-2010 - East Bengal Club - Vainqueur de la coupe d'Inde 2010 - Persipura Jayapura - Vice-champion d'Indonésie en 2009-2010 - VB Sports Club - Champion des Maldives en 2010 - Victory SC - Vainqueur de la coupe des Maldives 2010 - Tampines Rovers - Vice-champion de Singapour en 2010 - Chonburi FC - Vainqueur de la coupe de Thaïlande 2010 - T&T Hanoi - Champion du Viêt Nam en 2010 - Sông Lam Nghệ An - Vainqueur de la coupe du Viêt Nam 2010 |
| Perdants des play-off de la Ligue des champions | |
| Asie de l'Ouest | Asie de l'Est |
| - Al Ittihad Alep - Vainqueur de la Coupe de l'AFC 2010 - Dempo SC - Champion d'Inde en 2009-2010 | - Muangthong United - Champion de Thaïlande en 2010 - Sriwijaya FC - Champion d'Indonésie en 2009-2010 |

## Calendrier
| Tour                    | Nom                                             | Date aller                                      | Date retour                                     | Équipes participantes   | Équipes restantes       |
| Phase de groupes (2010) | Phase de groupes (2010)                         | Phase de groupes (2010)                         | Phase de groupes (2010)                         | Phase de groupes (2010) | Phase de groupes (2010) |
| ----------------------- | ----------------------------------------------- | ----------------------------------------------- | ----------------------------------------------- | ----------------------- | ----------------------- |
| 1-6                     | Journées 1 et 5 Journées 2 et 6 Journées 3 et 4 | 1er-2 mars 15-16 mars 12-13 avril               | 3-4 mai 10-11 mai 26-27 avril                   | 32                      | 32 à 16                 |
| Phase finale (2010)     |                                                 |                                                 |                                                 |                         |                         |
| 1                       | Huitièmes de finale                             | 24 mai (Asie de l'est) 25 mai (Asie de l'ouest) | 24 mai (Asie de l'est) 25 mai (Asie de l'ouest) | 16                      | 16 à 8                  |
| 2                       | Quarts de finale                                | 13 septembre                                    | 27 septembre                                    | 8                       | 8 à 4                   |
| 3                       | Demi-finale                                     | 4 octobre                                       | 18 octobre                                      | 4                       | 4 à 2                   |
| 4                       | Finale                                          | 29 octobre                                      | 29 octobre                                      | 2                       | 2 à 1                   |

## Phase de groupes

### Groupe A
| Rang | Équipe        | Pts | J | G | N | P | Bp | Bc | Diff |  | Résultats (▼ dom., ► ext.) |     |     |     |     |
| ---- | ------------- | --- | - | - | - | - | -- | -- | ---- |  | -------------------------- | --- | --- | --- | --- |
| 1    | Nasaf Qarshi  | 18  | 6 | 6 | 0 | 0 | 30 | 4  | +26  |  | Nasaf Qarshi               |     | 9-0 | 3-0 | 7-1 |
| 2    | Dempo SC      | 7   | 6 | 2 | 1 | 3 | 6  | 19 | -13  |  | Dempo SC                   | 0-4 |     | 2-1 | 2-1 |
| 3    | Al-Ansar Club | 6   | 6 | 2 | 0 | 4 | 8  | 12 | -4   |  | Al-Ansar Club              | 1-4 | 2-0 |     | 0-2 |
| 4    | Al-Tilal SC   | 4   | 6 | 1 | 1 | 4 | 9  | 18 | -9   |  | Al-Tilal SC                | 2-3 | 2-2 | 1-4 |     |

### Groupe B
| Rang | Équipe            | Pts | J | G | N | P | Bp | Bc | Diff |  | Résultats (▼ dom., ► ext.) |     |     |     |     |
| ---- | ----------------- | --- | - | - | - | - | -- | -- | ---- |  | -------------------------- | --- | --- | --- | --- |
| 1    | Qadsia SC         | 14  | 6 | 4 | 2 | 0 | 15 | 5  | +10  |  | Qadsia SC                  |     | 4-0 | 3-2 | 3-0 |
| 2    | PFK Shurtan Guzar | 9   | 6 | 2 | 3 | 1 | 10 | 8  | +2   |  | PFK Shurtan Guzar          | 1-1 |     | 1-1 | 7-2 |
| 3    | Al Ittihad Alep   | 8   | 6 | 2 | 2 | 2 | 7  | 7  | 0    |  | Al Ittihad Alep            | 0-2 | 0-0 |     | 3-0 |
| 4    | Al Saqr Ta'izz    | 1   | 6 | 0 | 1 | 5 | 5  | 17 | -12  |  | Al Saqr Ta'izz             | 2-2 | 0-1 | 1-2 |     |

### Groupe C
| Rang | Équipe          | Pts | J | G | N | P | Bp | Bc | Diff |  | Résultats (▼ dom., ► ext.) |     |     |     |     |
| ---- | --------------- | --- | - | - | - | - | -- | -- | ---- |  | -------------------------- | --- | --- | --- | --- |
| 1    | Dohuk SC        | 11  | 6 | 3 | 2 | 1 | 6  | 3  | +3   |  | Dohuk SC                   |     | 4-2 | 0-1 | 1-0 |
| 2    | Al-Faisaly Club | 11  | 6 | 3 | 2 | 1 | 8  | 6  | +2   |  | Al-Faisaly Club            | 0-0 |     | 2-0 | 2-1 |
| 3    | Al Jaish Damas  | 11  | 6 | 3 | 2 | 1 | 8  | 4  | +4   |  | Al Jaish Damas             | 0-0 | 1-1 |     | 2-1 |
| 4    | Al Nasr Koweït  | 0   | 6 | 0 | 0 | 6 | 2  | 11 | -9   |  | Al Nasr Koweït             | 0-1 | 0-1 | 0-4 |     |

### Groupe D
| Rang | Équipe          | Pts | J | G | N | P | Bp | Bc | Diff |  | Résultats (▼ dom., ► ext.) |     |     |     |     |
| ---- | --------------- | --- | - | - | - | - | -- | -- | ---- |  | -------------------------- | --- | --- | --- | --- |
| 1    | Al-Weehdat Club | 14  | 6 | 4 | 2 | 0 | 11 | 3  | +8   |  | Al-Weehdat Club            |     | 1-0 | 0-0 | 5-1 |
| 2    | Koweït SC       | 10  | 6 | 3 | 1 | 2 | 7  | 6  | +1   |  | Koweït SC                  | 1-3 |     | 1-0 | 0-0 |
| 3    | Talaba SC       | 5   | 6 | 1 | 2 | 3 | 4  | 6  | -2   |  | Talaba SC                  | 0-1 | 1-2 |     | 1-1 |
| 4    | Al-Suwaiq       | 3   | 6 | 0 | 3 | 3 | 5  | 12 | -7   |  | Al-Suwaiq                  | 1-1 | 1-3 | 1-2 |     |

### Groupe E
| Rang | Équipe           | Pts | J | G | N | P | Bp | Bc | Diff |  | Résultats (▼ dom., ► ext.) |     |     |     |     |
| ---- | ---------------- | --- | - | - | - | - | -- | -- | ---- |  | -------------------------- | --- | --- | --- | --- |
| 1    | Arbil SC         | 14  | 6 | 4 | 2 | 0 | 17 | 4  | +13  |  | Arbil SC                   |     | 6-2 | 0-0 | 1-1 |
| 2    | Al Ahed Beyrouth | 6   | 6 | 2 | 0 | 4 | 11 | 13 | -2   |  | Al Ahed Beyrouth           | 1-2 |     | 2-0 | 4-1 |
| 3    | Al Oruba Sur     | 6   | 6 | 1 | 3 | 2 | 4  | 10 | -6   |  | Al Oruba Sur               | 0-5 | 1-0 |     | 1-1 |
| 4    | Al-Karamah SC    | 6   | 6 | 1 | 3 | 2 | 8  | 13 | -5   |  | Al-Karamah SC              | 0-3 | 3-2 | 2-2 |     |

### Groupe F
| Rang | Équipe           | Pts | J | G | N | P | Bp | Bc | Diff |  | Résultats (▼ dom., ► ext.) |     |     |     |     |
| ---- | ---------------- | --- | - | - | - | - | -- | -- | ---- |  | -------------------------- | --- | --- | --- | --- |
| 1    | Sông Lam Nghệ An | 12  | 6 | 4 | 0 | 2 | 16 | 10 | +6   |  | Sông Lam Nghệ An           |     | 4-0 | 1-2 | 4-2 |
| 2    | Sriwijaya FC     | 10  | 6 | 3 | 1 | 2 | 9  | 11 | -2   |  | Sriwijaya FC               | 3-1 |     | 3-2 | 1-1 |
| 3    | TSW Pegasus      | 9   | 6 | 3 | 0 | 3 | 15 | 12 | +3   |  | TSW Pegasus                | 2-3 | 1-2 |     | 1-0 |
| 4    | VB Sports Club   | 4   | 6 | 1 | 1 | 4 | 9  | 16 | -7   |  | VB Sports Club             | 1-3 | 2-0 | 3-5 |     |

### Groupe G
| Rang | Équipe            | Pts | J | G | N | P | Bp | Bc | Diff |  | Résultats (▼ dom., ► ext.) |     |     |     |     |
| ---- | ----------------- | --- | - | - | - | - | -- | -- | ---- |  | -------------------------- | --- | --- | --- | --- |
| 1    | Muangthong United | 14  | 6 | 4 | 2 | 0 | 14 | 1  | +13  |  | Muangthong United          |     | 4-0 | 4-0 | 1-0 |
| 2    | Tampines Rovers   | 11  | 6 | 3 | 2 | 1 | 12 | 8  | +4   |  | Tampines Rovers            | 1-1 |     | 3-1 | 4-0 |
| 3    | T&T Hanoi         | 8   | 6 | 2 | 2 | 2 | 5  | 8  | -3   |  | T&T Hanoi                  | 0-0 | 1-1 |     | 2-0 |
| 4    | Victory SC        | 0   | 6 | 0 | 0 | 6 | 1  | 15 | -14  |  | Victory SC                 | 0-4 | 1-3 | 0-1 |     |

### Groupe H
| Rang | Équipe             | Pts | J | G | N | P | Bp | Bc | Diff |  | Résultats (▼ dom., ► ext.) |     |     |     |     |
| ---- | ------------------ | --- | - | - | - | - | -- | -- | ---- |  | -------------------------- | --- | --- | --- | --- |
| 1    | Chonburi FC        | 13  | 6 | 4 | 1 | 1 | 18 | 8  | +10  |  | Chonburi FC                |     | 4-1 | 3-0 | 4-0 |
| 2    | Persipura Jayapura | 11  | 6 | 3 | 2 | 1 | 14 | 9  | +5   |  | Persipura Jayapura         | 3-0 |     | 4-2 | 4-1 |
| 3    | South China AA     | 5   | 6 | 1 | 2 | 3 | 7  | 14 | -7   |  | South China AA             | 0-3 | 1-1 |     | 1-0 |
| 4    | East Bengal Club   | 3   | 6 | 0 | 3 | 3 | 9  | 17 | -8   |  | East Bengal Club           | 4-4 | 1-1 | 3-3 |     |

## Phase finale

### Huitièmes de finale
| Équipe 1          | Résultat     | Équipe 2           |
| ----------------- | ------------ | ------------------ |
| Nasaf Qarshi      | 2 - 1        | Al-Faisaly Club    |
| Dohuk SC          | 1 - 0        | Dempo SC           |
| Qadsia SC         | 2 - 2 2-3tab | Koweït SC          |
| Al-Weehdat Club   | 2 - 1        | PFK Shurtan Guzar  |
| Arbil SC          | 1 - 0 ap     | Tampines Rovers    |
| Muangthong United | 4 - 0        | Al Ahed Beyrouth   |
| Sông Lam Nghệ An  | 1 - 3        | Persipura Jayapura |
| Chonburi FC       | 3 - 0        | Sriwijaya FC       |

### Tableau final
|  | Quarts de finale   | Quarts de finale   | Quarts de finale | Quarts de finale |              |              | Demi-finales | Demi-finales | Demi-finales | Demi-finales |  |  | Finale | Finale | Finale | Finale |
|  |                    |                    |                  |                  |              |              |              |              |              |              |  |  |        |        |        |        |
|  |                    |                    |                  |                  |              |              |              |              |              |              |  |  |        |        |        |        |
|  |                    |                    |                  |                  |              |              |              |              |              |              |  |  |        |        |        |        |
|  | Chonburi           | Chonburi           | 0                | 1 (3)            |              |              |              |              |              |              |  |  |        |        |        |        |
|  | Chonburi           | Chonburi           | 0                | 1 (3)            |              |              |              |              |              |              |  |  |        |        |        |        |
|  | Nasaf Qarshi tab   | Nasaf Qarshi tab   | 1                | 0 (4)            |              |              |              |              |              |              |  |  |        |        |        |        |
|  | Nasaf Qarshi tab   | Nasaf Qarshi tab   | 1                | 0 (4)            | Nasaf Qarshi | Nasaf Qarshi | 1            | 1            |              |              |  |  |        |        |        |        |
|  |                    |                    |                  |                  | Nasaf Qarshi | Nasaf Qarshi | 1            | 1            |              |              |  |  |        |        |        |        |
|  |                    |                    | Al-Weehdat       | Al-Weehdat       | 0            | 1            |              |              |              |              |  |  |        |        |        |        |
|  | Al-Weehdat         | Al-Weehdat         | Al-Weehdat       | Al-Weehdat       | 0            | 1            | 5            | 3            |              |              |  |  |        |        |        |        |
|  | Al-Weehdat         | Al-Weehdat         |                  |                  |              |              |              | 3            |              |              |  |  |        |        |        |        |
|  | Dohuk SC           | Dohuk SC           | 1                | 0                |              |              |              |              |              |              |  |  |        |        |        |        |
|  | Dohuk SC           | Dohuk SC           | 1                | 0                | Nasaf Qarshi | Nasaf Qarshi | 2            | 2            |              |              |  |  |        |        |        |        |
|  |                    |                    |                  |                  | Nasaf Qarshi | Nasaf Qarshi | 2            | 2            |              |              |  |  |        |        |        |        |
|  |                    |                    | Koweït SC        | Koweït SC        | 1            | 1            |              |              |              |              |  |  |        |        |        |        |
|  | Persipura Jayapura | Persipura Jayapura | Koweït SC        | Koweït SC        | 1            | 1            | 1            | 0            |              |              |  |  |        |        |        |        |
|  | Persipura Jayapura | Persipura Jayapura |                  |                  |              |              |              |              |              |              |  |  |        |        |        |        |
|  | Arbil SC           | Arbil SC           | 2                | 1                |              |              |              |              |              |              |  |  |        |        |        |        |
|  | Arbil SC           | Arbil SC           | 2                | 1                | Arbil SC     | Arbil SC     | 0            | 3            |              |              |  |  |        |        |        |        |
|  |                    |                    |                  |                  | Arbil SC     | Arbil SC     | 0            | 3            |              |              |  |  |        |        |        |        |
|  |                    |                    | Koweït SC        | Koweït SC        | 2            | 3            |              |              |              |              |  |  |        |        |        |        |
|  | Koweït SC          | Koweït SC          | Koweït SC        | Koweït SC        | 2            | 3            | 1            | 0            |              |              |  |  |        |        |        |        |
|  | Koweït SC          | Koweït SC          |                  |                  |              |              |              | 0            |              |              |  |  |        |        |        |        |
|  | Muangthong United  | Muangthong United  | 0                | 0                |              |              |              |              |              |              |  |  |        |        |        |        |
|  | Muangthong United  | Muangthong United  | 0                | 0                |              |              |              |              |              |              |  |  |        |        |        |        |
|  |                    |                    |                  |                  |              |              |              |              |              |              |  |  |        |        |        |        |

### Finale
| 29 octobre 2011 | Nasaf Qarshi                      | 2 - 1 | Koweït SC | Markaziy Stadium, Qarshi                      |                                               |
| 19:00           | Shomurodov 62e · Perepļotkins 65e |       | 68e Kabi  | Spectateurs : 15 753 Arbitrage : Kim Dong-jin | Spectateurs : 15 753 Arbitrage : Kim Dong-jin |